# Let's Go (Calvin Harris)
Let's Go è un brano musicale del produttore e disc jockey britannico Calvin Harris affiancato dal cantante statunitense Ne-Yo. È stato estratto come terzo singolo dall'album 18 Months il 22 aprile 2012 in Regno Unito. Il 29 aprile 2012, arriva alla numero due nella Official Singles Chart ostacolata da Call Me Maybe di Carly Rae Jepsen imponendosi come uno dei maggiori successi di Calvin Harris nel Paese. Il brano ha ricevuto una nomination nella categoria miglior brano dance ai Grammy Awards 2013 tenutisi il 10 febbraio 2013. Il brano ha fatto da colonna sonora a uno spot della Pepsi Max.

## Critica
Lewis Corner di Digital Spy ha dato un buon responso al brano:

## Video
Il video è arrivato il 14 maggio 2012 sul canale VEVO di Calvin Harris.

## Classifiche
| Classifica (2012) | Posizione massima |
| ----------------- | ----------------- |
| Australia         | 17                |
| Austria           | 49                |
| Belgio (Fiandre)  | 31                |
| Belgio (Vallonia) | 27                |
| Canada            | 19                |
| Danimarca         | 29                |
| Francia           | 117               |
| Germania          | 59                |
| Giappone          | 36                |
| Irlanda           | 6                 |
| Italia            | 43                |
| Nuova Zelanda     | 14                |
| Paesi Bassi       | 44                |
| Regno Unito       | 2                 |
| Slovacchia        | 18                |
| Stati Uniti       | 17                |
| Svezia            | 51                |
| Svizzera          | 40                |